# Вессобрунская молитва

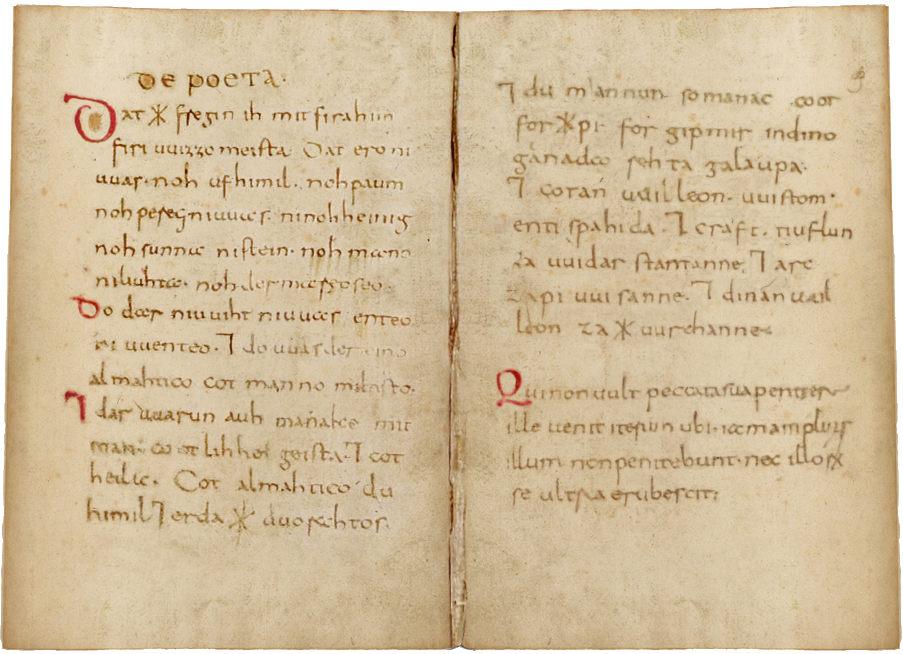
Вессобрунская молитва

Вессобрунская молитва, или Вессобрунский гимн (нем. Wessobrunner Gebet oder Hymne) — сохранившийся в баварской рукописи IX века из монастыря в городе Вессобрунн (Южная Бавария) стихотворный отрывок, изображающий сотворение мира; один из основных памятников древне-германской поэзии.
Некоторые исследователи видят в Вессобрунском гимне начало одной из тех эпических обработок библейского рассказа о сотворении мира, которые были очень популярны в эпоху раннего Средневековья.